# Grönt gulmjöl
Grönt gulmjöl (Chrysothrix chlorina) är en lavart som först beskrevs av Erik Acharius, och fick sitt nu gällande namn av J. R. Laundon. Grönt gulmjöl ingår i släktet Chrysothrix och familjen Chrysothricaceae.  Arten är reproducerande i Sverige. Inga underarter finns listade i Catalogue of Life.